# Jacquelyn Whitney Trimble
Jacquelyn Whitney Trimble (geboren als Jacquelyn Whitney am 21. Oktober 1927 in Portland, Oregon) ist eine amerikanische Schriftstellerin.

## Leben
Whitney ist die Tochter des Bauingenieurs Frederick Willis Whitney und von Naomi Agnes, geborene Groll. Sie studierte an der University of Washington, wo sie 1951 den Bachelor erwarb und 1959 mit dem Master in Literaturwissenschaft abschloss. 1952 hatte sie den Schriftsteller Louis Trimble geheiratet. Von 1955 bis 1956 war sie Bibliothekarin und Sekretärin am mikrobiologischen Institut der University of Pennsylvania, danach arbeitete sie bis 1958 als Buchhändlerin und von 1962 bis 1967 als Bibliothekarin der öffentlichen Bücherei von King County. Von 1973 bis 1974 war sie Redakteurin des Pacific Northwest Needle Arts Guild Newsletter.
1964 veröffentlichte sie einen ersten Roman The Whisper of Shadows, einen Gruselroman um ein geheimnisvolles Haus und seinen mysteriösen, aber nicht unattraktiven Besitzer mit einer Bibliothekarin als Hauptfigur. Ihr zweites Buch, den Science-Fiction-Roman Guardians of the Gate (1972) schrieb sie zusammen mit ihrem damaligen Ehemann Louis Trimble.
Whitney ist nicht identisch mit der 1903 geborenen Mystery-Autorin Phyllis Whitney, wie in Reclams Science-fiction-Führer und im Lexikon der Science Fiction Literatur behauptet. Die Verwechslung beruht auf einer fehlerhaften Autorenangabe in Robert Reginalds Science-Fiction-Lexikon, wo Phyllis A. Whitney als Autorenname von The Whisper of Shadows genannt wird.

## Bibliografie
- A survey of Canadian English language trade book publishing 1953–1957 (1959)
- The Whisper of Shadows (1964, als J. L. H. Whitney)
- Guardians of the Gate (1972, mit Louis Trimble)